# 14–24 Castle Street (Dumfries)

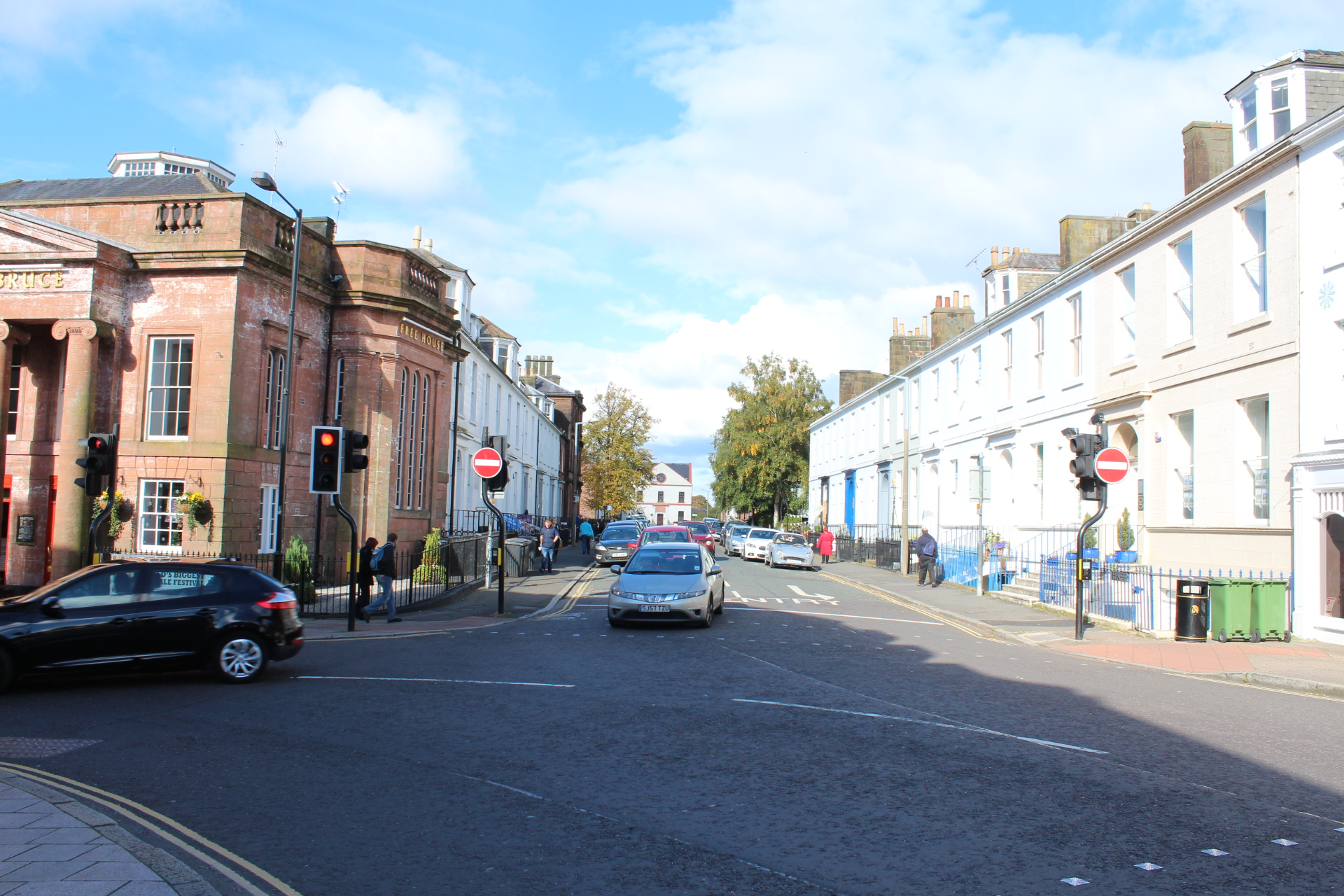
14–24 Castle Street auf der rechten Straßenseite

Unter der Adresse 14–24 Castle Street in der schottischen Stadt Dumfries in der Council Area Dumfries and Galloway befindet sich eine Reihe von Wohngebäuden. 1961 wurden sie als Einzelwerk in die schottischen Denkmallisten in der höchsten Denkmalkategorie A aufgenommen. Des Weiteren bilden sie zusammen mit verschiedenen umliegenden Bauwerken ein Denkmalensemble der Kategorie A.

## Geschichte
Architektonisch weist der Straßenzug Ähnlichkeiten mit der Forth Street in Edinburgh auf. Wie in dieser wurden die Gebäude wahrscheinlich von dem schottischen Architekten Robert Burn 1806 entworfen. Sie entstanden jedoch wahrscheinlich größtenteils erst nach Burns Tod 1815. Auf einer Karte aus dem Jahre 1819 sind bereits alle Gebäude verzeichnet.

## Beschreibung
Die Hausnummern 14 bis 22 sind weitgehend identisch aufgebaut. Es handelt sich um zweistöckige Gebäude mit ausgebauten Dachgeschossen, die sich in geschlossener Bauweise entlang der Nordseite der Castle Street ziehen. Mit Ausnahme von Haus Nummer 24, das fünf Achsen weit ist, sind die südwestexponierten Frontseiten drei Achsen weit. Die Eingangstüren befinden sich links (bei Nummer 24 mittig) und sind über kurze Vortreppen mit gusseisernen Geländern zugänglich. Die Eingangsbereiche sind mit Rundbögen und halbrunden Kämpferfenstern gestaltet. An den Häusern Nummer 16 und 22 sind noch die ursprünglichen, ornamentierten Fenster erhalten. Flankierende Pilaster tragen schlichte Gesimse. Entlang der verputzten Fassaden verläuft ein schlichtes Gurtgesims. Aus den schiefergedeckten Satteldächern treten an zwei Häusern polygonal abschließende Gauben hervor.